# Autant savoir
 (avril 2016).
Si vous disposez d'ouvrages ou d'articles de référence ou si vous connaissez des sites web de qualité traitant du thème abordé ici, merci de compléter l'article en donnant les références utiles à sa vérifiabilité et en les liant à la section « Notes et références ».

Autant savoir était un magazine d’information des consommateurs de la RTBF créé en 1973, produit par le centre de production de Bruxelles et diffusé sur RTBF1 puis La Une jusqu'en juin 2004.

## Histoire
Cette émission a été supprimée en juin 2004 à la suite de la réorganisation des centres de production qui a vu la suppression des 4 magazines mythiques d'information de la RTBF : Au nom de la loi, Autant Savoir, Strip tease et Faits Divers auquel il faut rajouter la suppression du magazine L'Hebdo.
En septembre 2004, apparait en lieu et place le magazine Actuel regroupant des anciens journalistes de ces magazines mais ce dernier n'a tenu qu'un an faute d'audience avant d'être remplacé par Questions à la Une qui renoue avec l'investigation qui se veut incisive, qui a fait et fait toujours la réputation de la RTBF.